# خوسيه غارسيا (فنان قصص مصورة)
خوسيه غارسيا (بالإسبانية: José Luis García López)‏ (و. 1948  م) هو فنان قصص مصورة، ورسام من الأرجنتين، وإسبانيا، ولد في بونتيفيدرا.

## جوائز
حصل على جوائز منها:
- نيشان الفنون والآداب من رتبة قائد (17 يناير 2013)[6]
- جائزة المنافسة العامة  [لغات أخرى]‏ (1946)